# Jean Cousin el Joven

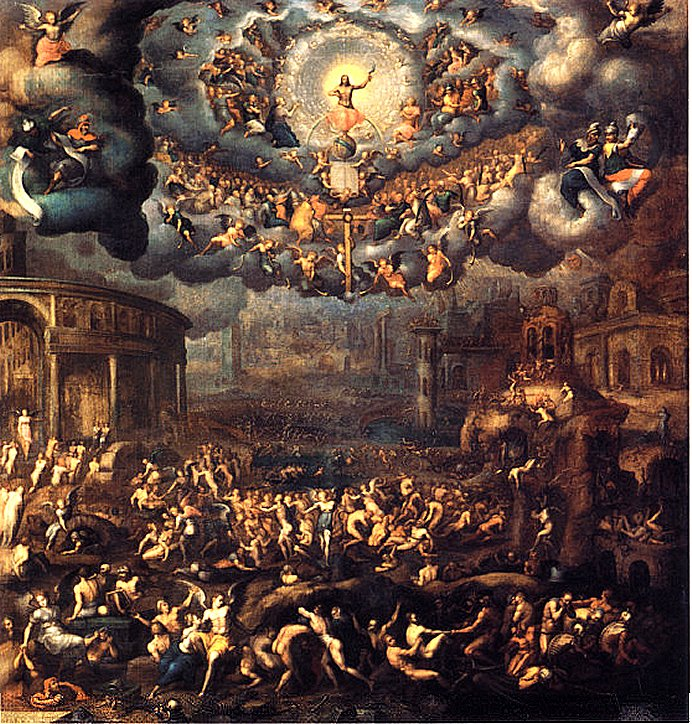
Jean Cousin el Joven: El Juicio Final, Louvre.

Jean o Jehan Cousin el Joven («le jeune») (Sens, h. 1522-1595) era hijo del famoso pintor y escultor Jean Cousin el Viejo h. 1490-h. 1560) quien a menudo era comparado con su destacado contemporáneo Alberto Durero. Habiéndose formado para convertirse en artista con su padre, Jean el Joven mostró tanto talento como su padre, y su obra es casi indistinguible incluso para el experto. Justo antes de su muerte, Jean el Viejo publicó su destacada obra Livre de Perspective en 1560 en que señalaba que su hijo pronto sería publicado un compañero titulado Livre de Pourtraicture. 
Mientras que ha habido algunos indicios de que una edición de Livre de Pourtraicture fue impresa por vez primera en 1571 y de nuevo en 1589, no parece existir ninguna copia. En lugar de ello, la más probable primera edición de la obra fue 1595 en París por David Leclerc, con grabados por Jean Leclerc, justo después de la muerte de Jean Cousin. El libro es uno de los más famosos sobre el tema de la anatomía artística y fue impresa de nuevo una y otra vez a finales del siglo XVII. 

## Fuente
- Adaptado del texto en dominio público en Jehan Cousin le jeune Biography. Historical Anatomies on the Web. US National Library of Medicine.